# Dávidházi Péter
Dávidházi Péter (Tata, 1948. január 9. –) Széchenyi-díjas magyar irodalomtörténész, az Eötvös Loránd Tudományegyetem Bölcsészettudományi Kar Angol–Amerikai Intézet egyetemi tanára, a Magyar Tudományos Akadémia rendes tagja. Fő kutatási területe a 19. századi irodalomtörténet, ezen belül a kritika-, a kultusz- és a tudománytörténet. Kutatásaiban elsősorban a magyar és az angol irodalommal foglalkozik.

## Életpályája
1968-ban kezdte meg egyetemi tanulmányait az Eötvös Loránd Tudományegyetem Bölcsészettudományi Kar angol–magyar szakán, ahol 1973-ban szerzett tanári diplomát. Emellett 1977–1978-ban a Sussexi Egyetem hallgatója volt. Diplomájának megszerzése után az egyetem angol tanszékén kezdett oktatni, előbb tanársegédként, majd adjunktusként. 1985-ben átment a 19. századi magyar irodalom tanszékre, valamint az MTA Irodalomtudományi Intézet 19. századi osztályának munkatársa, majd 1989-től az osztály vezetője lett. Ugyanebben az évben megalakította az intézeten belül a kultusztörténeti munkacsoportot is. 1992-ben visszatért az angol tanszékre (később anglisztikai tanszék), kutatóintézeti állásának megtartása mellett. 1994-ben kapta meg egyetemi docensi, 2006-ban pedig egyetemi tanári kinevezését. 2018-ban emeritálták. Magyarországi állásai mellett 1985–1986-ban a Kaliforniai Egyetem vendégkutatója volt. 1998 és 2001 között Széchenyi professzori ösztöndíjjal, 2004-ben Charles Simonyi-ösztöndíjjal kutatott.
1989-ben védte meg az irodalomtudományi kandidátusi, 1994-ben akadémiai doktori értekezését. Az MTA Irodalomtudományi Bizottságának lett tagja. 1997 és 2004 között a Magyar Tudományos Akadémia közgyűlési képviselője volt. 2010-ben megválasztották az akadémia levelező, 2016-ban pedig rendes tagjának. Akadémiai tisztségei mellett a Magyar Irodalomtörténeti Társaság vezetőségi tagja, valamint 2004 és 2009 között a European Science Foundation humán bizottsága magyar tagja volt. 1981-től az Irodalomtörténeti Közlemények című tudományos folyóirat szerkesztőbizottsági tagja.

## Munkássága
Kutatási területe a 19. századi kritikatörténet, kultusztörténet, tudománytörténet, valamint a 18–19. századi angol irodalom.
Legjelentősebb munkái három magyar nyelvű monográfia: a hazai Shakespeare-kultuszról (Isten másodszülöttje, 1989); Arany Jánosról (Hunyt mesterünk, 1992); a magyar irodalomtörténet-írás születéséről, ezen belül főképpen Toldy Ferencről (Egy nemzeti tudomány születése, 2004). Shakespeare-könyvének nem angol fordítása, hanem angol változata (The Romantic Cult of Shakespeare, 1998) tette ismertté a nevét az angolszász országokban. Fontos teljesítmény Per passivam resistentiam című (1998), irodalomtörténeti értekezéseket tartalmazó tanulmánykötete is. Számos hazai és nemzetközi konferencia résztvevője és előadója.
Több mint kétszázötven tudományos publikáció szerzője vagy társszerzője, ebből számos monográfia és könyvfejezet, amelyek magyar mellett angol nyelven is megjelentek.

## Díjai, elismerései
- Kritikusok nívódíja (1985, 1987)
- Oltványi Ambrus-díj (1987)
- Déry Tibor-jutalom (1992)
- Az Év Könyve-jutalom (1993)
- Kosztolányi Dezső-díj (1997)
- Országh László-díj (2005)
- Széchenyi-díj (2006)
- Tarnai Andor-díj (2007)
- Toldy Ferenc-díj (2010)

## Főbb publikációi
- „Isten másodszülöttje.” A magyar Shakespeare-kultusz természetrajza (1989)
- Hunyt mesterünk. Arany János kritikusi öröksége (1992)
- Literature and Its Cults: An Anthropological Approach (társszerkesztő, 1994)
- Shakespeare and Hungary (társszerkesztő, 1996)
- The Romantic Cult of Shakespeare: Literary Reception in Anthropological Perspective (1998)
- Per passivam resistentiam. Változatok hatalom és írás témájára (1998)
- Egy nemzeti tudomány születése: Toldy Ferenc és a magyar irodalomtörténet (2004)
- Menj, vándor. Swift sírfelirata és a hagyományrétegződés; Pro Pannonia, Pécs, 2009 (Pannónia könyvek)
- "Harmadnap". Arany János és a feltámadás költészete; MTA, Budapest, 2013 (Székfoglalók a Magyar Tudományos Akadémián)
- Kiss József 90. Válogatott tanulmányok; bev. Dávidházi Péter, szerk. Kiss Péter; SupCon, Aba, 2013
- Párbeszédben Ruttkay Kálmánnal. Egy rejtőzködő életmű újraolvasása; szerk. Dávidházi Péter, Komáromy Zsolt; Reciti, Budapest, 2015
- "Az nem lehet, hogy annyi szív” A Szózat bibliai logikája és szerepmintája; Budapest, 2016
- "Vagy jőni fog". Bibliai minták nemzetiesítése a magyar költészetben; Ráció, Budapest, 2017
- Dávidházi Péter–Szirák Péter–Deli Eszter: Két médiatudományi kötet bemutatása; BME Műszaki Pedagógia Tanszék, Budapest, 2018 (Képi Tanulás Műhelye füzetek)
- "Mit hisz a tudós?" Változatok hivatás és módszer témájára; Ráció, Budapest, 2023